# Libbra

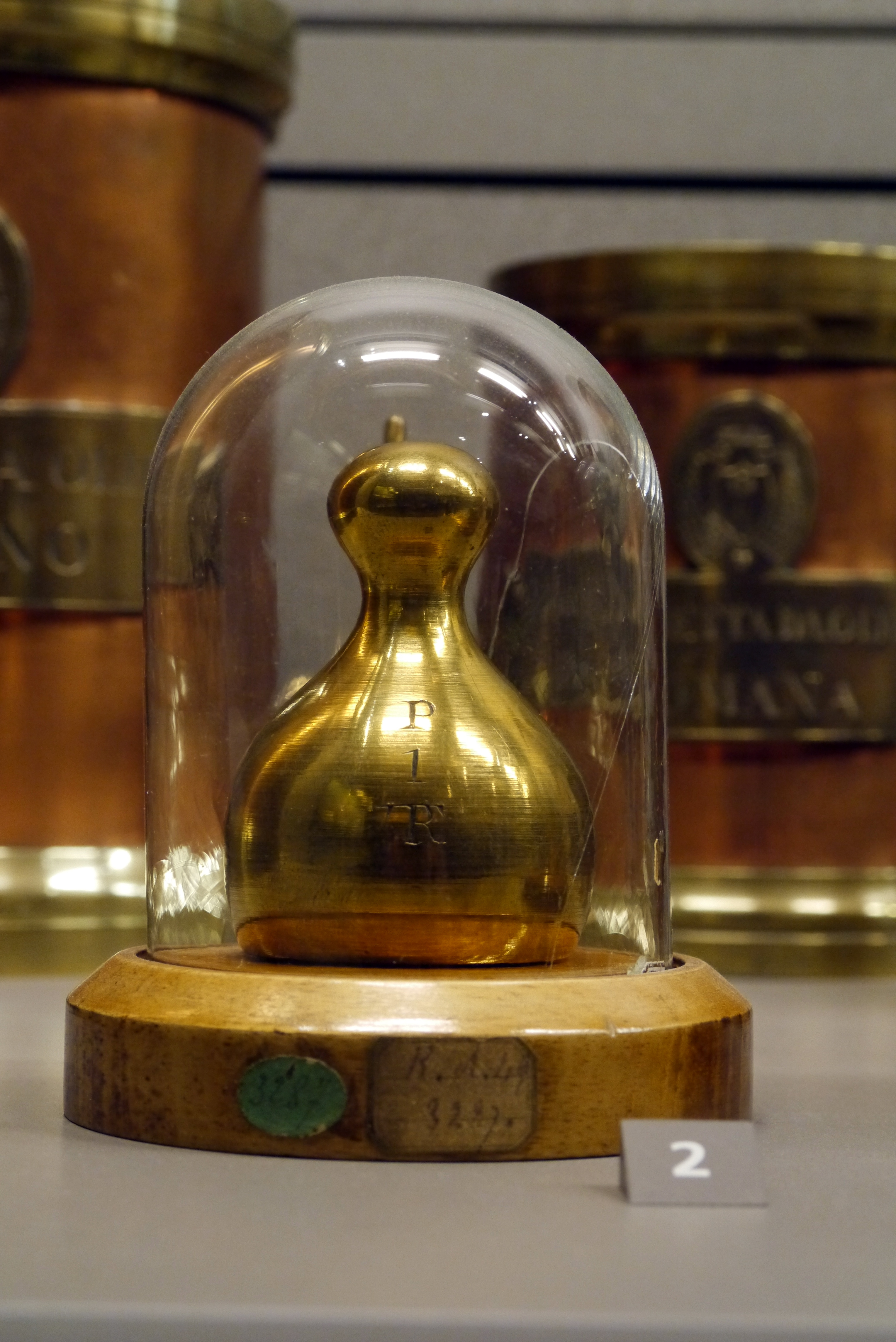
Una libbra di peso avoirdupois conservata a Parigi presso il Musée des arts et métiers

La libbra è un'unità di misura della massa di origine romana; ha avuto valori differenti in diversi paesi ed epoche; in epoca contemporanea è ufficialmente in uso negli Stati Uniti e in altri paesi anglosassoni. La libbra inglese non fa parte del sistema internazionale (SI) ed è definita dal kilogrammo secondo la relazione 1 lb = 0,45359237 kg.

## Storia
Il nome deriva dal latino libra ("bilancia"). La coincidenza delle unità monetarie con quelle di peso (es. una libbra d'oro o una libbra d'argento) era comune nel mondo antico. La più antica unità monetaria dell'antica Roma era l'asse librario, un pezzo di bronzo marchiato del peso di una libbra. In epoca medioevale, da Carlo Magno in poi, la parola libra denotò direttamente una moneta, quella da cui deriva il nome lira. In inglese la stessa parola pound indica sia la libbra, la cui abbreviazione lb deriva dal latino libra, sia la sterlina britannica, il cui simbolo £ è una variazione della lettera L.

## Tipologie

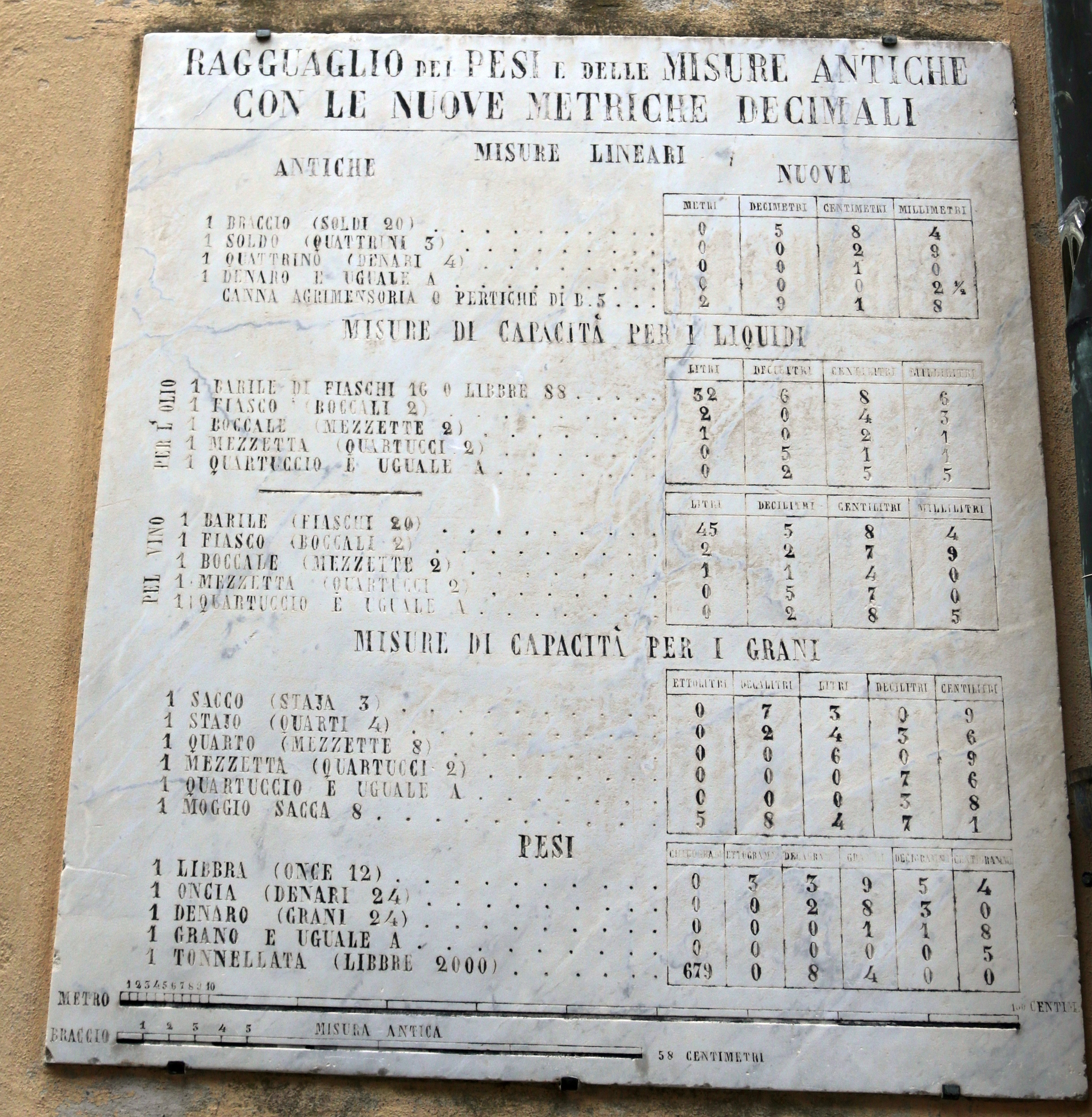
Tabella conversione metrica 1860

### Antica Roma
La libbra romana equivaleva a 327,168 g, ed era divisa in 12 once di 27,264 g. Un'altra unità romana, la mina, equivaleva a 436,224 g ed era divisa in 16 once.

### Regno Unito e Stati Uniti
Il sistema britannico ha considerato contemporaneamente diverse unità di misura di massa chiamate libbra (in inglese pound), le unità diverse erano utilizzate per la pesatura di sostanze diverse (lana, preziosi, merce generica, ecc.). Tra queste la libbra avoirdupoids, la troy, la Tower, la London, ecc. che avevano diversi tipi di sottomultipli e con rapporti piuttosto complessi di relazione fra loro; progressivamente tali sistemi sono stati abbandonati o semiabbandonati. Peraltro altre libbre erano usate nel sistema di unità di misura del Regno Unito aventi valori diversi; ad esempio nelle Isole del Canale erano in uso libbre di derivazione francese.
La libbra britannica (detta anche libbra internazionale) attuale equivale a 453,59237 grammi, e suo sottomultiplo è l'oncia (ounce): una libbra è pari a 16 once; un'oncia quindi è uguale a 28,3495231 grammi. Quattordici libbre equivalgono a uno stone, unità che attualmente si usa in Gran Bretagna e Irlanda per esprimere il peso delle persone.
La libbra statunitense, in seguito a verifiche effettuate sui rispettivi sistemi di rilevamento della unità, ha riscontrato una infinitesima differenza rispetto alla libbra britannica, inferiore a una parte su 10 milioni; tale differenza, agli scopi pratici è considerata trascurabile, per cui i valori di conversione al sistema metrico, per usi correnti, sono considerati gli stessi.

### Francia
Durante il Medioevo, il valore della libbra in Francia variava a seconda della provincia tra 380 g e 552 g. Le due unità principali erano la livre de poids, divisa in 12 once, e la livre de poids de marc (1 marco = 8 once) che valeva 2 marchi, ovvero 16 once. Prima dell'adozione del sistema metrico attraverso la legge del 7 aprile 1795, l'unità di riferimento in Francia era la libbra di Parigi, una livre de poids de marc che valeva 489,5 g. Era divisa in 16 once di 8 grandi, ogni grande valeva 72 grani. Il 18 febbraio 1812 fu definita la libbra metrica di 500 g, come unità transitoria, in modo da facilitare il passaggio al sistema metrico.

### Napoli
Pari a 320,75899 g, si divideva in 360 trappesi, o in 12 once.

### Toscana
Nel 1860, con l'annessione del Granducato di Toscana al Regno d'Italia, la libbra era equivalente a 339,54 grammi.

### Ferrara
Durante la dominazione Estense, a Ferrara, la libbra corrispondeva a 345,13 grammi.

### Forlì
Nel sistema tradizionale, la libbra forlivese equivaleva a 329 grammi.